# Гедвігес Мадуро
Гедвігес Мадуро (нід. Hedwiges Maduro, нар. 13 лютого 1985, Алмере) — колишній нідерландський футболіст, що грав на позиції захисника. Відомий, зокрема, виступами за «Аякс», «Валенсію», «Севілью», а також національну збірну Нідерландів.

## Клубна кар'єра
Гедвігес Мадуро дебютував у дорослому футболі 2004 року виступами за команду клубу «Аякс», в якій провів чотири сезони, взявши участь у 70 матчах чемпіонату. За цей час двічі виборював титул володаря Кубка Нідерландів, тричі ставав володарем Суперкубка Нідерландів.
Своєю грою за «Аякс» Мадуро привернув увагу представників тренерського штабу клубу «Валенсія», до складу якого приєднався 2008 року. Відіграв за валенсійський клуб наступні чотири сезони своєї ігрової кар'єри.
15 червня 2012 року Гедвігес як вільний агент перейшов до «Севілья». Незважаючи на проблеми з серцем він провів непоганий перший сезон за клуб.
До складу клубу ПАОК приєднався 2014 року. Відтоді встиг відіграти за клуб із Салонік 19 матчів в національному чемпіонаті.

## Виступи за збірну
2005 року Гедвігес Мадуро дебютував в офіційних матчах у складі національної збірної Нідерландів. Наразі провів у формі головної команди країни 18 матчів. У складі збірної він став учасником чемпіонату світу 2006 року в Німеччині.
| Дата       | Місто              | Господарі  | Результат | Гості              | Турнір             | Голи | Примітки |
| ---------- | ------------------ | ---------- | --------- | ------------------ | ------------------ | ---- | -------- |
| 26-03-2005 | Бухарест           | Румунія    | 0 – 2     | Нідерланди         | Відбір до ЧС 2006  | -    |          |
| 04-06-2005 | Роттердам          | Нідерланди | 2 – 0     | Румунія            | Відбір до ЧС 2006  | -    |          |
| 08-06-2005 | Гельсінкі          | Фінляндія  | 0 – 4     | Нідерланди         | Відбір до ЧС 2006  | -    |          |
| 17-08-2005 | Роттердам          | Нідерланди | 2 – 2     | Німеччина          | товариський матч   | -    |          |
| 03-09-2005 | Єреван             | Вірменія   | 0 – 1     | Нідерланди         | Відбір до ЧС 2006  | -    |          |
| 07-09-2005 | Ейндговен          | Нідерланди | 4 – 0     | Андорра            | Відбір до ЧС 2006  | -    |          |
| 08-10-2005 | Прага              | Чехія      | 0 – 2     | Нідерланди         | Відбір до ЧС 2006  | -    |          |
| 12-10-2005 | Амстердам          | Нідерланди | 0 – 0     | Північна Македонія | Відбір до ЧС 2006  | -    |          |
| 01-03-2006 | Амстердам          | Нідерланди | 1 – 0     | Еквадор            | товариський матч   | -    |          |
| 01-06-2006 | Ейндговен          | Нідерланди | 2 – 1     | Мексика            | товариський матч   | -    |          |
| 04-06-2006 | Ейндговен          | Нідерланди | 1 – 1     | Австралія          | товариський матч   | -    |          |
| 21-06-2006 | Франкфурт-на-Майні | Нідерланди | 0 – 0     | Аргентина          | ЧС 2006 - 1-й етап | -    |          |
| 11-08-2010 | Донецьк            | Україна    | 1 – 1     | Нідерланди         | товариський матч   | -    |          |
| 03-09-2010 | Серравалле         | Сан-Марино | 0 – 5     | Нідерланди         | Відбір до ЧЄ 2012  | -    |          |
| 17-11-2010 | Амстердам          | Нідерланди | 1 – 0     | Туреччина          | товариський матч   | -    |          |
| 04-06-2011 | Гоянія             | Бразилія   | 0 – 0     | Нідерланди         | товариський матч   | -    |          |
| 08-06-2011 | Монтевідео         | Уругвай    | 1 – 1     | Нідерланди         | товариський матч   | -    |          |
| 02-09-2011 | Ейндговен          | Нідерланди | 11 – 0    | Сан-Марино         | Відбір до ЧЄ 2012  | -    |          |
| Усього     |                    | Матчів     | 18        |                    | Голів              | 0    |          |

## Титули і досягнення
«Аякс»
- Чемпіонат Нідерландів
  - Срібний призер (2): 2004-05, 2006-07
- Кубок Нідерландів
  - Володар (1): 2008-09
- Суперкубок Нідерландів
  - Володар (3): 2005, 2006, 2007

 «Валенсія»
- Кубок Іспанії
  - Володар (1): 2007–08

 ПАОК
- Кубок Греції
  - Фіналіст (1): 2013–14

 Нідерланди (U-21)
- Чемпіон Європи (U-21): 2007